# 贝尔兹大会堂
贝尔兹大会堂（希伯來語：‎，Belz Beit HaMidrash HaGadol）是耶路撒冷最大的犹太会堂，由犹太教哈西德派兴建，得到全世界支持着和赞赏者的捐助。

## 计划
在1980年代，哈西德派拉比多夫洛基奇发起在耶路撒冷的Kiryat Belz修建一座巨大的犹太会堂。这座建筑将有4个入口，通往这一丘陵地区的四条街道，将是贝尔兹首任拉比沙洛姆洛基奇在贝尔兹镇所建会堂一个扩大的复制品。将包括一个宏伟的大殿，规模较小的读经室，婚礼和成人礼厅，图书馆，及其他公用设施。

## 兴建
在整个80年代和90年代，哈西德派为这一雄心勃勃的数百万美元的项目进行各种筹款。

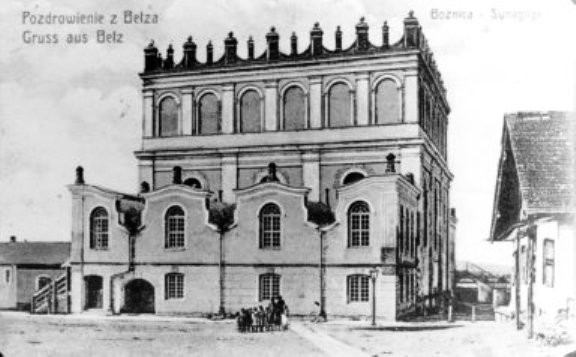
乌克兰西部贝尔兹的哈西德派会堂，1843年建成

新贝尔兹会堂并不是过去贝尔兹会堂的复制品，而是对其前身的一个敬意。新贝尔兹会堂现在支配着耶路撒冷北部的天际线。和原来的会堂一样，新贝尔兹会堂的修建也花费了15年时间，在2000年投入使用。其主殿有6,000个座位。华丽的木制约柜，长12米，重18吨，进入了吉尼斯世界纪录。它能够容纳 70卷律法书。9盏吊灯，每个高5米，阔3米，每一个包含20多万件捷克水晶。与华丽的会堂形成对照，仍使用拉沙米洛基奇拉比1944年来到以色列时的简单的木制椅子，读经台在约柜旁边的玻璃橱内。

## 建筑物的布局

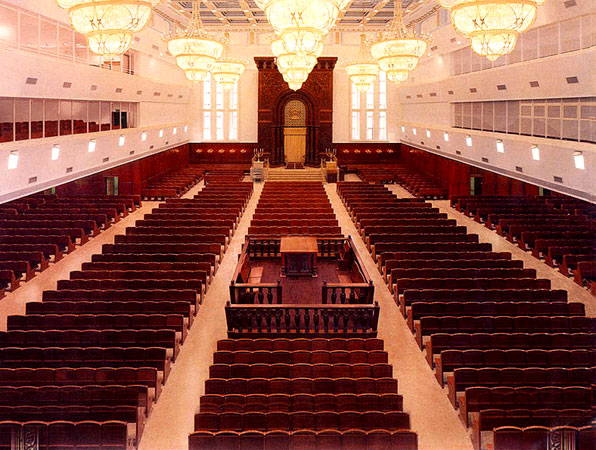
会堂内能容纳6000信徒

大殿只在安息日和犹太教节日使用，平日的宗教仪式只在小会堂举行。在大殿下面有好几个楼层。大殿下面的一层设有很多小会堂，称为“shtieblach”，每10分钟举行一次晨祷（shacharis）、午祷（mincha）和晚祷（maariv）仪式。邻近的大厅用于Tish仪式（围在桌旁）。在shtieblach下面的几个楼层是集体宿舍式的睡眠区，接待以色列以外的贝尔兹虔敬派信徒，他们在犹太新年、赎罪日或住棚节等犹太教节日前来参观。也有大房间用于其他功能，如安息日下午的第三餐（seudas shlishis）、婚礼和成人礼。